# Fibracat TV
Fibracat TV era una cadena de televisió privada amb seu a Manresa, centrada en els continguts dedicats a la dona i a les noves tecnologies. Les emissions en proves van començar el 1r de juny de 2020 i va deixar d'emetre el 1r de gener de 2023 a les 00:12. La cadena emetia en alta resolució per la televisió digital terrestre i també per internet.
Els darrers sis mesos d'emissió, la nova empresa propietària que el 2022 havia comprat Fibracat, Avatel (sisena operadora de fibra òptica de l'estat), no va abonar la mensualitat per fer ús de les freqüències a la propietària, Emissions Digitals de Catalunya.
Durant els dos anys i mig que va estar en funcionament, la cadena va rebre fins a 19 premis i tenir una audiència de fins a 350.000 espectadors diaris.

## Programació
La programació de la cadena se centrava en la tecnologia i la dona.
- Connectades
- Connectades
- La Nit Friki (amb Magori)
- Estat: Crític
- InfoTech
- La lluna verda
- Paraula d'autora
- Tot deixa marca

## Freqüències
Fibracat TV ocupava les freqüències de TDT de RAC 105 TV, que van quedar alliberades amb el cessament de les emissions d'aquest canal. Les freqüències d'emissió eren:
- 33 UHF: Àmbit metropolità de Barcelona i Catalunya Central (excepte el Solsonès).
- 36 UHF: Terres de Ponent, Comarques Gironines, Camp de Tarragona, Terres de l'Ebre, Alt Pirineu, Aran i el Solsonès.